# Embelia gracilis
Embelia gracilis là một loài thực vật có hoa trong họ Anh thảo. Loài này được Turrill mô tả khoa học đầu tiên năm 1915.